# Diskografie Davida Bowieho
Toto je diskografie britského hudebníka Davida Bowieho.

## Studiová alba
| Rok                                 | Album | Pozice | Pozice | Pozice | Pozice | Pozice | Pozice | Pozice | Pozice | Pozice | Pozice | Prodejnost                                                     |
| Rok                                 | Album | UK     | US     | AUS    | AUT    | GER    | NL     | NZ     | NOR    | SWE    | SWI    | Prodejnost                                                     |
| ----------------------------------- | --- | ------ | ------ | ------ | ------ | ------ | ------ | ------ | ------ | ------ | ------ | -------------------------------------------------------------- |
| 1967                                | David Bowie - Vydáno: 1. června 1967 - Vydavatelství: Deram                                                 | —      | —      | —      | —      | —      | —      | —      | —      | —      | —      |                                                                |
| 1969                                | Space Oddity - Vydáno: 4. listopadu 1969 - Vydavatelství: Philips, Mercury                                  | 17     | 16     | 21     | —      | —      | —      | —      | —      | —      | —      |                                                                |
| 1970                                | The Man Who Sold the World - Vydáno: 4. listopadu 1970 - Vydavatelství: Mercury                             | 26     | 105    | 44     | —      | —      | —      | —      | —      | —      | —      |                                                                |
| 1971                                | Hunky Dory - Vydáno: 17. prosince 1971 - Vydavatelství: RCA                                                 | 3      | 93     | 39     | —      | —      | —      | —      | 33     | —      | —      | UK: Platina                                                    |
| 1972                                | The Rise and Fall of Ziggy Stardust and the Spiders from Mars - Vydáno: 6. června 1972 - Vydavatelství: RCA | 5      | 75     | 11     | —      | —      | —      | —      | 27     | —      | —      | UK: Platina US: Zlato                                          |
| 1973                                | Aladdin Sane - Vydáno: 13. dubna 1973 - Vydavatelství: RCA                                                  | 1      | 17     | 7      | —      | —      | —      | —      | 11     | —      | —      | US: Zlato                                                      |
| 1973                                | Pin Ups - Vydáno: 19. října 1973 - Vydavatelství: RCA                                                       | 1      | 23     | 4      | —      | —      | —      | —      | 8      | —      | —      | UK: Zlato                                                      |
| 1974                                | Diamond Dogs - Vydáno: 24. dubna 1974 - Vydavatelství: RCA                                                  | 1      | 5      | 3      | —      | —      | —      | —      | 8      | —      | —      | US: Zlato                                                      |
| 1975                                | Young Americans - Vydáno: 7. března 1975 - Vydavatelství: RCA                                               | 2      | 9      | 9      | —      | —      | —      | 3      | 13     | —      | —      | UK: Stříbro US: Zlato CAN: Zlato                               |
| 1976                                | Station to Station - Vydáno: 23. ledna 1976 - Vydavatelství: RCA                                            | 5      | 3      | 8      | —      | —      | —      | 9      | 8      | 11     | —      | US: Zlato CAN: Zlato                                           |
| 1977                                | Low - Vydáno: 14. ledna 1977 - Vydavatelství: RCA                                                           | 2      | 11     | 10     | 17     | —      | —      | 12     | 10     | 12     | —      | UK: Stříbro CAN: Zlato                                         |
| 1977                                | Heroes - Vydáno: 14. října 1977 - Vydavatelství: RCA                                                        | 3      | 35     | 6      | 22     | —      | —      | 15     | 13     | 13     | —      | CAN: Zlato                                                     |
| 1979                                | Lodger - Vydáno: 18. května 1979 - Vydavatelství: RCA                                                       | 4      | 20     | 11     | 13     | —      | —      | 3      | 11     | 9      | —      | UK: Zlato NL: Zlato                                            |
| 1980                                | Scary Monsters (and Super Creeps) - Vydáno: 12. září 1980 - Vydavatelství: RCA                              | 1      | 12     | 1      | 20     | 8      | —      | 1      | 3      | 4      | —      | UK: Platina CAN: Platina                                       |
| 1983                                | Let's Dance - Vydáno: 14. dubna 1983 - Vydavatelství: EMI                                                   | 1      | 4      | 1      | 2      | 2      | —      | 1      | 1      | 1      | 17     | UK: Platina US: Platina CAN: 5× Platina FIN: Zlato NL: Platina |
| 1984                                | Tonight - Vydáno: 1. září 1984 - Vydavatelství: EMI                                                         | 1      | 11     | 4      | 8      | 8      | —      | 4      | 3      | 4      | 8      | UK: Zlato US: Platina CAN: 2× Platina                          |
| 1987                                | Never Let Me Down - Vydáno: 27. dubna 1987 - Vydavatelství: EMI                                             | 6      | 34     | 19     | 3      | 11     | —      | 14     | 3      | 2      | 18     | UK: Zlato US: Zlato CAN: Platina                               |
| 1989                                | Tin Machine (jako člen Tin Machine) - Vydáno: 22. května 1989 - Vydavatelství: EMI                          | 3      | 28     | 42     | 19     | —      | —      | 14     | 9      | 9      | —      | UK: Zlato                                                      |
| 1991                                | Tin Machine II (jako člen Tin Machine) - Vydáno: 2. září 1991 - Vydavatelství: London                       | 23     | 126    | —      | 25     | —      | —      | —      | 14     | 19     | —      |                                                                |
| 1993                                | Black Tie White Noise - Vydáno: 5. dubna 1993 - Vydavatelství: Arista, BMG                                  | 1      | 39     | 12     | 18     | 15     | 8      | 8      | 8      | 18     | 18     | UK: Zlato CAN: Zlato                                           |
| 1995                                | Outside - Vydáno: 26. září 1995 - Vydavatelství: RCA                                                        | 8      | 21     | 55     | 22     | 33     | 38     | 37     | 15     | 13     | 22     | UK: Stříbro                                                    |
| 1997                                | Earthling - Vydáno: 3. února 1997 - Vydavatelství: RCA                                                      | 6      | 39     | 45     | 15     | 11     | 19     | 15     | 13     | 5      | 20     |                                                                |
| 1999                                | 'hours...' - Vydáno: 4. října 1999 - Vydavatelství: Virgin                                                  | 5      | 47     | 33     | 2      | 4      | 31     | 21     | 4      | 2      | 18     | UK: Stříbro                                                    |
| 2002                                | Heathen - Vydáno: 11. června 2002 - Vydavatelství: ISO/Columbia                                             | 5      | 14     | 9      | 4      | 4      | 19     | 22     | 2      | 6      | 7      | UK: Zlato                                                      |
| 2003                                | Reality - Vydáno: 16. září 2003 - Vydavatelství: ISO/Columbia                                               | 3      | 29     | 13     | 3      | 3      | 14     | 14     | 2      | 5      | 5      | UK: Zlato                                                      |
| 2013                                | The Next Day - Vydáno: 8. březen 2013 - Vydavatelství: ISO/Columbia                                         | —      | —      | —      | —      | —      | —      | —      | —      | —      | —      |                                                                |
| 2016                                | Blackstar - Vydáno: 8. leden 2016 - Vydavatelství: ISO/Columbia                                             |        |        |        |        |        |        |        |        |        |        |                                                                |
| „—“ V daném žebříčku se neumístilo. | |        |        |        |        |        |        |        |        |        |        |                                                                |

## Koncertní alba
| Rok                                 | Album | Pozice | Pozice | Pozice | Pozice | Pozice | Pozice | Prodejnost |
| Rok                                 | Album | UK     | US     | AUS    | NL     | NOR    | SWE    | Prodejnost |
| ----------------------------------- | --- | ------ | ------ | ------ | ------ | ------ | ------ | ---------- |
| 1974                                | David Live - Vydáno: 29. října 1974 - Vydavatelství: RCA                                                  | 2      | 8      | 9      | 89     | 12     | —      | US: Zlato  |
| 1978                                | Stage - Vydáno: 8. září 1978 - Vydavatelství: RCA                                                         | 5      | 44     | 11     | 82     | 18     | 29     | UK: Zlato  |
| 1983                                | Ziggy Stardust: The Motion Picture - Vydáno: říjen 1983 - Vydavatelství: RCA                              | 17     | 89     | 67     | —      | —      | 42     |            |
| 1992                                | Tin Machine Live: Oy Vey, Baby (jako člen Tin Machine) - Vydáno: 2. červenec 1992 - Vydavatelství: London | —      | —      | —      | —      | —      | —      |            |
| 1994                                | Santa Monica '72 - Vydáno: 25. dubna 1994 - Vydavatelství: Trident Music International, Golden Years      | 74     | —      | —      | —      | —      | —      |            |
| 2008                                | Live Santa Monica '72 - Vydáno: 30. června 2008 - Vydavatelství: EMI                                      | 61     | —      | —      | 81     | —      | 40     |            |
| 2008                                | Glass Spider Live - Vydáno: 23. října 2008 - Vydavatelství: Immortal                                      | —      | —      | —      | —      | —      | —      |            |
| 2009                                | VH1 Storytellers - Vydáno: 6. července 2009 - Vydavatelství: EMI                                          | 114    | —      | —      | —      | —      | —      |            |
| 2010                                | A Reality Tour - Vydáno: 26. ledna 2010 - Vydavatelství: ISO/Columbia/Legacy                              | 53     | —      | —      | 57     | —      | 56     |            |
| „—“ V daném žebříčku se neumístilo. | |        |        |        |        |        |        |            |